# Championnats du monde de cyclisme sur piste 1956
Navigation
Milan 1955 Rocourt 1957
Les Championnats du monde de cyclisme sur piste 1956 ont eu lieu du 27 août au 2 septembre au vélodrome d'Ordrup à Copenhague, au Danemark.

## Résultats

### Podiums professionnels
| Compétition | Or                      | Argent                      | Bronze                      |
| ----------- | ----------------------- | --------------------------- | --------------------------- |
| Vitesse     | Antonio Maspes Italie   | Reginald Harris Royaume-Uni | Oscar Plattner Suisse       |
| Poursuite   | Guido Messina Italie    | Jacques Anquetil France     | Kay-Werner Nielsen Danemark |
| Demi-fond   | Graham French Australie | Guillermo Timoner Espagne   | Walter Bucher Suisse        |

### Podiums amateurs
| Compétition | Or                     | Argent                | Bronze                   |
| ----------- | ---------------------- | --------------------- | ------------------------ |
| Vitesse     | Michel Rousseau France | Jorge Bátiz Argentine | Guglielmo Pesenti Italie |
| Poursuite   | Ercole Baldini Italie  | Leandro Faggin Italie | John Geddes Royaume-Uni  |

## Tableau des médailles
| Rang | Nation      | Or | Argent | Bronze | Total |
| ---- | ----------- | -- | ------ | ------ | ----- |
| 1    | Italie      | 3  | 1      | 1      | 5     |
| 2    | France      | 1  | 1      | 0      | 2     |
| 3    | Australie   | 1  | 0      | 0      | 1     |
| 4    | Royaume-Uni | 0  | 1      | 1      | 2     |
| 5    | Argentine   | 0  | 1      | 0      | 1     |
| 5    | Espagne     | 0  | 1      | 0      | 1     |
| 7    | Suisse      | 0  | 0      | 2      | 2     |
| 8    | Danemark    | 0  | 0      | 1      | 1     |
|      | TOTAL       | 5  | 5      | 5      | 15    |